# Hania Aidi
Hania Aidi (in arabo هنية العايدي‎?; Sfax, 10 dicembre 1977) è un'atleta paralimpica tunisina. Competendo principalmente nelle gare di lancio del giavellotto nella categoria F54, Aidi ha partecipato a quattro edizioni consecutive dei Giochi paralimpici estivi, vincendo tre medaglie d'argento complessivamente. È stata anche tre volte campionessa del mondo e ha detenuto più volte nel corso della sua carriera il record del mondo del giavellotto F54.

## Biografia
Aidi è nata a Sfax, in Tunisia, nel 1977: Nata senza problemi motori o disabilità, subì un danneggiamento permanente del midollo spinale a causa di un errore durante un intervento chirurgico.

## Carriera
Aidi iniziò a praticare l'atletica leggera all'età di 26 anni, subito dopo l'essere rimasta paralizzata al di sotto del busto. Il suo debutto internazionale avvenne ai XII Giochi paralimpici estivi di Atene, rappresentando il proprio paese in tutti e tre gli eventi previsti nella sua classificazione, ovvero F54–55: lancio del disco, getto del peso e lancio del giavellotto. Pur non riuscendo ad accedere alla finale nel disco e nel peso, con la distanza di 12,22 metri riuscì ad arrivare al quarto posto nel giavellotto.
Nel 2006, Aidi prese parte ai suoi primi Campionati del mondo di atletica leggera paralimpica. Tenutasi Assen, l'edizione 2006 vide l'atleta tunisina competere nel getto del peso (T54) e nel giavellotto (F54–56), arrivando al quarto posto in entrambe. Riuscì a conquistare la sua prima medaglia internazionale ai Giochi paralimpici estivi 2008 di Pechino, dove, nonostante un ennesimo quarto posto nel getto del peso, la misura di 16,83 metri ottenuta nel lancio del giavellotto le permise sia di ottenere la medaglia d'argento sia il nuovo record del mondo nella categoria F54.
Un ulteriore successo internazionale arrivò tre anni dopo, in vista delle Paralimpiadi estive 2012 a Londra, quando Aidi si recò a Christchurch, in Nuova Zelanda, per partecipare ai Campionati del mondo di atletica leggera paralimpica 2011. Lì si concentrò nuovamente sul getto del peso e sul giavellotto, classificandosi quinta nel getto, ma un lancio da record mondiale di 17,27 nel giavellotto le valse la medaglia d'oro. L'anno successivo, alle Paralimpiadi, Aidi tentò di ripetere quanto fatto ai Campionati mondiali. Nel lancio del giavellotto femminile (T54/55/56), nonostante abbia superato due volte il suo record mondiale di Christchurch con distanze di 17,28 e 17,40, non è riuscita a competere con la cinese Yang Liwan, che era in testa fin dal primo lancio. Aidi terminò comunque la competizione con la medaglia d'argento.
L'anno successivo Aidi riconquistò il record mondiale nel lancio del giavellotto con 18,32 metri ai Campionati del mondo di atletica leggera paralimpica 2011 a Lione, superando la sua rivale paralimpica Yang. Oltre a conservare il titolo mondiale di giavellotto, ha vinto anche il bronzo nel getto del peso. Due anni dopo, a Doha, ha ulteriormente esteso il suo record mondiale nel giavellotto, registrando una distanza di 18,86 metri sulla strada per vincere il suo terzo titolo consecutivo di campionessa mondiale. Le speranze di conquistare finalmente l'oro erano particolarmente alte alle Paralimpiadi estive del 2016 a Rio de Janeiro, in cui Aidi venne stata scelta dal suo paese per essere la portabandiera alla cerimonia di apertura. Tuttavia, nella finale del giavellotto F54, pur avendo lanciato 18,88 e aver stabilito un ulteriore record personale e mondiale, è stata surclassata dalla nigeriana Flora Ugwunwa, che è riuscita a stabilire il record mondiale di 20,25 nel suo primo lancio, un vantaggio che non ha più abbandonato. Con Aidi sul secondo gradino del podio e la sudafricana Zanele Situ al terzo posto, tutte e tre le medaglie sono andate per la prima volta, nella storia delle Paralimpiadi in questa categoria, a nazioni africane.
Nel 2019 si è qualificata alle Paralimpiadi estive di Tokyo, dopo aver conquistato la medaglia di bronzo ai Campionati del mondo di atletica leggera paralimpica dello stesso anno nel lancio del giavellotto F54.

## Palmarès

### Competizioni internazionali
| Anno               | Manifestazione       | Sede                 | Evento             | Risultato       | Prestazione  |       |
| ------------------ | -------------------- | -------------------- | ------------------ | --------------- | ------------ | ----- |
| 2008               | Paralimpiadi         | Pechino              | Giavellotto F54-56 | Argento         | 1149 (16.83) |       |
| 2011               | Mondiali paralimpici | Christchurch         | Giavellotto F54-56 | Oro             | 1001 (17.27) |       |
| 2012               | Paralimpiadi         | Londra               | Giavellotto F54-56 | Argento         | 17.40        |       |
| 2013               | Mondiali paralimpici | Lione                |                    |                 |              |       |
| 2013               | Mondiali paralimpici | Lione                | Giavellotto F54-56 | Oro             | 1035 (18.32) |       |
| 2013               | Mondiali paralimpici | Lione                | Peso F54           | Bronzo          | 6.67         |       |
| 2013               | 2015                 | Mondiali paralimpici | Doha               | Giavellotto F54 | Oro          | 18.86 |
| Giochi panafricani | 2015                 | Brazzaville          | Giavellotto F54-56 | Oro             | 16.94        |       |
| 2016               | Paralimpiadi         | Rio de Janeiro       | Giavellotto F54    | Argento         | 18.88        |       |
| 2017               | Mondiali paralimpici | Londra               | Giavellotto F54    | Argento         | 17.71        |       |